# Роверето (Модена)
Роверето (итал. Rovereto) је насеље у Италији у округу Модена, региону Емилија-Ромања.
Према процени из 2011. у насељу је живело 3316 становника. Насеље се налази на надморској висини од 19 м.